# Nationalparker i Indien
Det finns 96 nationalparker i Indien (2007). Nationalparkerna omfattar en yta på 38,029,18 km² vilket är 1,16 % av Indiens totala yta. Indiens första nationalpark grundades 1935 som Hailey National Park men kallas numera Jim Corbett nationalpark.
| Namn                                                                   | Delstat                     | Etablerad  | Yta (km²) |
| ---------------------------------------------------------------------- | --------------------------- | ---------- | --------- |
| 1. Anshi nationalpark                                                  | Karnataka                   | 1987       | 250       |
| 2. Balphakram nationalpark                                             | Meghalaya                   | 1986       | 220       |
| 3. Bandhavgarh nationalpark                                            | Madhya Pradesh              | 1982       | 448.85    |
| 4. Bandipur nationalpark                                               | Karnataka                   | 1974       | 874.20    |
| 5. Bannerghatta nationalpark                                           | Karnataka                   | 1974       | 104.27    |
| 6. Vansda nationalpark                                                 | Gujarat                     | 1979       | 23.99     |
| 7. Betla nationalpark                                                  | Jharkhand                   | 1986       | 231.67    |
| 8. Bhitarkanika nationalpark                                           | Orissa                      | 1988       | 145       |
| 9. Blackbuck nationalpark/Velavadar nationalpark                       | Gujarat                     | 1976       | 34.08     |
| 10. Buxa Tiger Reserve                                                 | Västbengalen                | 1992       | 117.10    |
| 11. Campbell Bay nationalpark                                          | Andamanerna och Nikobarerna | 1992       | 426.23    |
| 12. Chandoli nationalpark                                              | Maharashtra                 | 2004       | 317.67    |
| 13. Jim Corbett nationalpark                                           | Uttarakhand                 | 1936       | 520.82    |
| 14. Dachigam nationalpark                                              | Jammu och Kashmir           | 1981       | 141       |
| 15. Darrah nationalpark                                                | Rajasthan                   | 2004       | 250       |
| 16. Desert nationalpark                                                | Rajasthan                   | 1980       | 3162      |
| 17. Dibru-Saikhowa nationalpark                                        | Assam                       | 1999       | 340       |
| 18. Dudhwa nationalpark                                                | Uttar Pradesh               | 1977       | 490.29    |
| 19. Eravikulam nationalpark                                            | Kerala                      | 1978       | 97        |
| 20. Fossil nationalpark                                                | Madhya Pradesh              | 1983       | 0.27      |
| 21. Galathea nationalpark                                              | Andamanerna och Nikobarerna | 1992       | 110       |
| 22. Gangotri nationalpark                                              | Uttarakhand                 | 1989       | 1552.73   |
| 23. Gir nationalpark                                                   | Gujarat                     | 1975       | 258.71    |
| 24. Gorumara nationalpark                                              | Västbengalen                | 1994       | 79.45     |
| 25. Govind Pashu Vihar                                                 | Uttarakhand                 | 1990       | 472.08    |
| 26. Great Himalayan nationalpark                                       | Himachal Pradesh            | 1984       | 754.40    |
| 27. Gugamal nationalpark                                               | Maharashtra                 | 1987       | 361.28    |
| 28. Guindy nationalpark                                                | Tamil Nadu                  | 1976       | 2.82      |
| 29. Gulf of Kachchh Marine nationalpark                                | Gujarat                     | 1980       | 162.89    |
| 30. Gulf of Mannar Marine nationalpark                                 | Tamil Nadu                  | 1980       | 6.23      |
| 31. Hemis nationalpark                                                 | Ladakh                      | 1981       | 4100      |
| 32. Hazaribag nationalpark                                             | Jharkhand                   |            | 183.89    |
| 33. Indira Gandhi nationalpark (tidigare: Annamalai nationalpark)      | Tamil Nadu                  | 1989       | 117.10    |
| 34. Indravati nationalpark                                             | Chhattisgarh                | 1981       | 1258.37   |
| 35. Intanki nationalpark                                               | Nagaland                    | 1993       | 202.02    |
| 36. Kalesar nationalpark                                               | Haryana                     | 2003       | 100.88    |
| 37. Kanha nationalpark                                                 | Madhya Pradesh              | 1955       | 940       |
| 38. Kanger Ghati nationalpark                                          | Chhattisgarh                | 1982       | 200       |
| 39. Kasu Brahmananda Reddy nationalpark                                | Andhra Pradesh              | 1994       | 1.42      |
| 40. Kaziranga nationalpark                                             | Assam                       | 1974       | 471.71    |
| 41. Keibul Lamjao nationalpark                                         | Manipur                     | 1977       | 40        |
| 42. Keoladeo nationalpark                                              | Rajasthan                   | 1981       | 28.73     |
| 43. Khangchendzonga nationalpark                                       | Sikkim                      | 1977       | 1784      |
| 44. Kishtwar nationalpark                                              | Jammu och Kashmir           | 1981       | 400       |
| 45. Kudremukh nationalpark                                             | Karnataka                   | 1987       | 600.32    |
| 46. Madhav nationalpark                                                | Madhya Pradesh              | 1959       | 375.22    |
| 47. Mahatma Gandhi Marine nationalpark (tidigare: Wandur nationalpark) | Andamanerna och Nikobarerna | 1983       | 281.50    |
| 48. Mahavir Harina Vanasthali nationalpark                             | Andhra Pradesh              | 1994       | 14.59     |
| 49. Manas nationalpark                                                 | Assam                       | 1990       | 500       |
| 50. Mathikettan Shola nationalpark                                     | Kerala                      | 2003       | 12.82     |
| 51. Middle Button Island nationalpark                                  | Andamanerna och Nikobarerna | 1987       | 0.64      |
| 52. Mollem nationalpark                                                | Goa                         | 1978       | 107       |
| 53. Mouling nationalpark                                               | Arunachal Pradesh           | 1986       | 483       |
| 54. Mount Abu Wildlife Sanctuary                                       | Rajasthan                   | 1960       | 288       |
| 55. Mount Harriet nationalpark                                         | Andamanerna och Nikobarerna | 1987       | 46.62     |
| 56. Mrugavani nationalpark                                             | Andhra Pradesh              | 1994       | 3.60      |
| 57. Mudumalai nationalpark                                             | Tamil Nadu                  | 1990       | 103.24    |
| 58. Mukurthi nationalpark                                              | Tamil Nadu                  | 1990       | 78.46     |
| 59. Murlen nationalpark                                                | Mizoram                     | 1991       | 200       |
| 60. Nagarhole nationalpark                                             | Karnataka                   | 1988       | 643.39    |
| 61. Namdapha nationalpark                                              | Arunachal Pradesh           | 1983       | 1985.23   |
| 62. Nameri nationalpark                                                | Assam                       | 1998       | 200       |
| 63. Nanda Devi nationalpark                                            | Uttarakhand                 | 1982       | 630.00    |
| 64. Nandankanan nationalpark                                           | Orissa                      | 1976       |           |
| 65. Navegaon nationalpark                                              | Maharashtra                 | 1975       | 133.88    |
| 66. Neora Valley nationalpark                                          | Västbengalen                | 1986       | 88        |
| 67. Nokrek nationalpark                                                | Meghalaya                   | 1986       | 47.48     |
| 68. North Button Island nationalpark                                   | Andamanerna och Nikobarerna | 1987       | 0.44      |
| 69. Orang nationalpark                                                 | Assam                       | 1999       | 78.80     |
| 70. Palani Hills nationalpark                                          | Tamil Nadu                  | föreslaget | 736.87    |
| 71. Panna nationalpark                                                 | Madhya Pradesh              | 1973       | 542.67    |
| 72. Pench nationalpark, Madhya Pradesh                                 | Madhya Pradesh              | 1975       | 292.85    |
| 73. Pench nationalpark                                                 | Maharashtra                 | 1975       | 257.26    |
| 74. Periyar nationalpark                                               | Kerala                      | 1982       | 350       |
| 75. Phawngpui Blue Mountain nationalpark                               | Mizoram                     | 1997       | 50        |
| 76. Pin Valley nationalpark                                            | Himachal Pradesh            | 1987       | 675       |
| 77. Rajaji nationalpark                                                | Uttarakhand                 | 1983       | 820.42    |
| 78. Rajiv Gandhi nationalpark                                          | karnataka                   | 2003       | 200       |
| 79. Rani Jhansi Marine nationalpark                                    | Andamanerna och Nikobarerna | 1996       | 256.14    |
| 80. Ranthambore nationalpark                                           | Rajasthan                   | 1980       | 392       |
| 81. Saddle Peak nationalpark                                           | Andamanerna och Nikobarerna | 1987       | 32.54     |
| 82. Salim Ali nationalpark                                             | Jammu och Kashmir           | 1992       | 9.07      |
| 83. Sanjay nationalpark²                                               | Chhattisgarh                | 1981       | 1471.13   |
| 84. Sanjay nationalpark²                                               | Madhya Pradesh              | 1981       | 466.88    |
| 85. Sanjay Gandhi nationalpark även Borivili nationalpark, Mumbai      | Maharashtra                 | 1983       | 86.96     |
| 86. Sariska nationalpark                                               | Rajasthan                   | 1982       | 273.80    |
| 87. Satpura nationalpark                                               | Madhya Pradesh              | 1981       | 585.17    |
| 88. Silent Valley nationalpark                                         | Kerala                      | 1984       | 89.52     |
| 89. Sirohi nationalpark                                                | Manipur                     | 1982       | 0.41      |
| 90. Simlipal nationalpark                                              | Orissa                      | 1980       | 845.70    |
| 91. Singalila nationalpark                                             | Västbengalen                | 1992       | 78.60     |
| 92. South Button Island nationalpark                                   | Andamanerna och Nikobarerna | 1987       | 0.03      |
| 93. Sri Venkateswara nationalpark                                      | Andhra Pradesh              | 1989       | 353.62    |
| 94. Sultanpur nationalpark                                             | Haryana                     | 1989       | 1.43      |
| 95. Sundarbans nationalpark                                            | Västbengalen                | 1984       | 1330.10   |
| 96. Tadoba nationalpark                                                | Maharashtra                 | 1955       | 116.55    |
| 97. Valley of Flowers nationalpark                                     | Uttarakhand                 | 1982       | 87.50     |
| 98. Valmiki nationalpark                                               | Bihar                       | 1989       | 335.65    |
| 99. Van Vihar nationalpark                                             | Madhya Pradesh              | 1979       | 4.45      |
| 100. Vikramshila Gangetic Dolphin Sanctuary                            | Bihar                       | 2009       | 250       |
| 101. Dalma Wildlife Sanctuary                                          | Jharkhand                   | 1975       | 195       |
| 102. Kanwar Lake Bird Sanctuary                                        | Bihar                       | 1987       | 67.5      |
| 103. Qazinag nationalpark                                              | Jammu och Kashmir           | beslutat   |           |